# 乙二醇雙氨乙基醚四乙酸
EGTA（ethylene glycol tetraacetic acid，乙二醇双氨乙基醚四乙酸）是一种氨基多羧酸螯合劑，与更为熟知的EDTA有相似的结构。与EDTA相比，EGTA对镁离子的亲和性较弱，因此對鈣離子更具選擇性。EGTA也用於制备与活細胞內環境相似的緩衝溶液，其中鈣離子浓度通常比鎂稀至少一千倍。

## 性質
EGTA与鈣離子結合的pKa值為11.00；但是在pH=7，EGTA被质子化，对螯合的贡献被削弱，pKa值變為6.91。

## 用途
EGTA可以用於動物的鈰中毒治療，與從磷铈镧矿中分離出釷。EGTA亦用于制备洗脱缓冲液，在稱為“串聯親和純化”（TAP）的蛋白質純化技术中使用，其中“重組融合蛋白”（Fusion protein）与钙调蛋白结合，并被EGTA洗脱出来。
EGTA也經常在牙科根管治療中用到，去除玷污層。